# Ananjaki
Ananjaki is een bestuurslaag in het regentschap Oost-Soemba van de provincie Oost-Nusa Tenggara, Indonesië. Ananjaki telt 815 inwoners (volkstelling 2010).